# Подівін
Подіві́н (чеськ. Podivín) — мале місто у Чехії, регіоні Моравія, Південноморавський край, Бржецлавський округ. Розташоване на 8 км від Бржецлава над річкою Діє. Площа — 17,75 км ². Населення — 3009 осіб (2021).

## Назва
- Подівін (чеськ. Podivín, нім. Podiwin) — чеська і німецька назва.
- Костель (нім. Kostel) — стара німецька назва.

## Історія
Археологи фіксують перші людські поселення на території Подівіна від часів палеоліту. Проте поява місце датується серединою ХІ — початком ХІІ століття. У «Chronica Boemorum» Козьми Празького згадується між 1062 і 1121 роками «замок Подвін» (лат. Castrum Poduin), засновником якого був багатий юдей-вихрест на імя Подіва (лат. Podiva).
Водночас, біля Подівіна існував панський двір й укріплене поселення Секиркостель (Sekyrcostel), яке тепер перебувають у складу міста.
Історичні та нумізматичні джерела свідчать про те, що у середньовіччі Подівін був важливою базою далекої торгівлі на транзитному шляху до Угорщини. Тут також був монетний двір і одна з ранніх церков Моравії. Зокрема, від 1062 року у Празько-Оломоуцькій діоцезії точилася багаторічна суперечка щодо власності та доходів від дальньої торгівлі та карбування монет. У 1144 р. Оломоуцький єпископ Генріх Здік отримправо карбувати монети в Подуїні від Конрада III. 1221 році суперечка була остаточно вирішена на користь Празької діоцезії.
Подівін отримав статус міста в 1222 році, але інші джерела вказують час між 1228 і 1248 роками. У документі Вацлава ІІ від 1297 року містом позначено Подівін або Костель; з тих часів збереглася міська печатка.
До XVI ст. Подівін змінив багатьох власників. У 1422 р. ним володів богемський король Сигізмунд, проте в 1422—1434 роках місто перебувало в руках гуситів.
Близько 1500 було зруйновано Подівінський замок, який відтоді не відновлювався.

## Пам'ятки
- Церква святих Петра і Павла (ХІІІ ст.)
- Каплиця святих Кирила і Мефодія
- Жидівський цвинтар (з 1694 року)
- Янувград (замок ХІХ ст.)

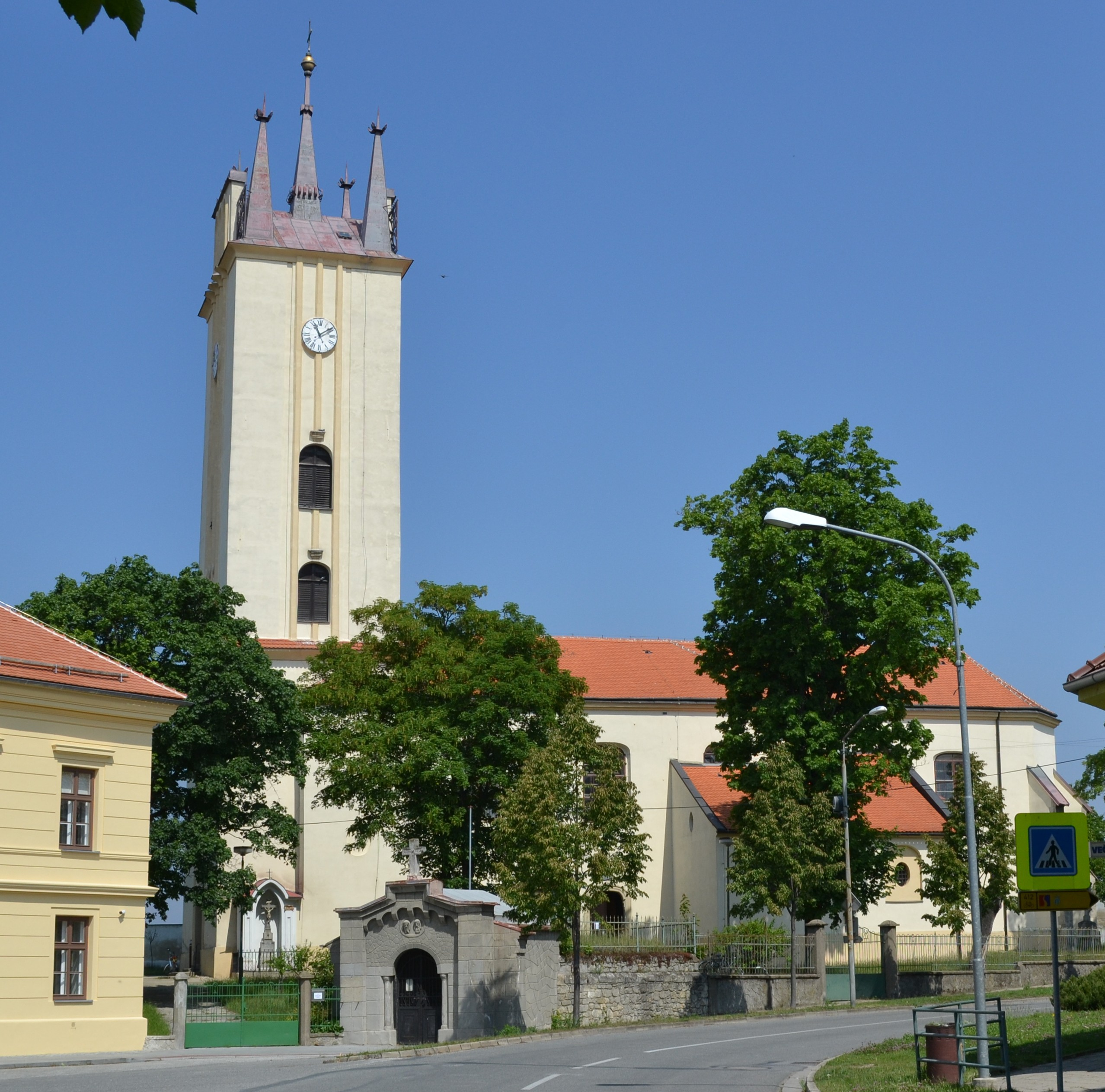
Церква
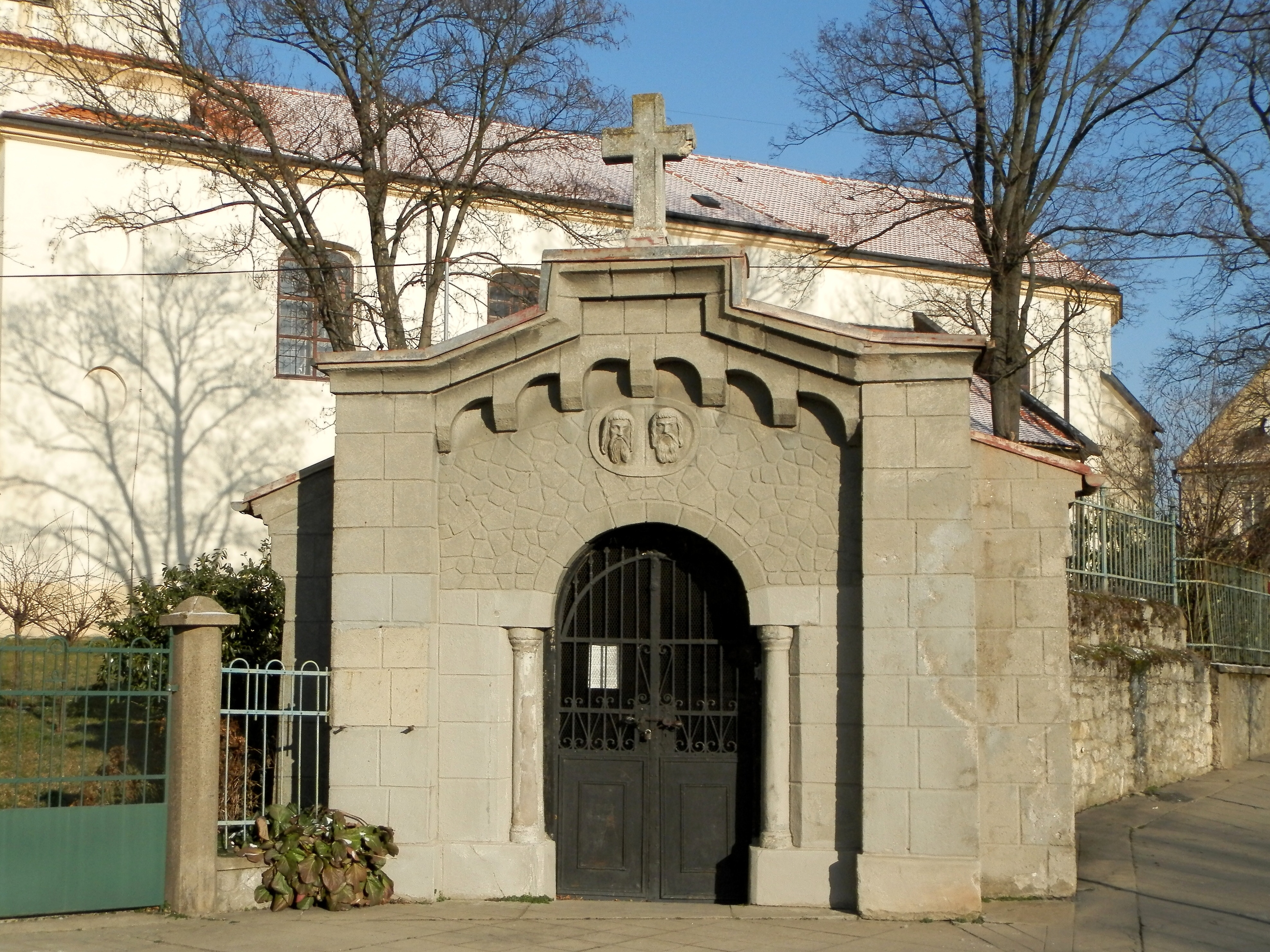
Каплиця
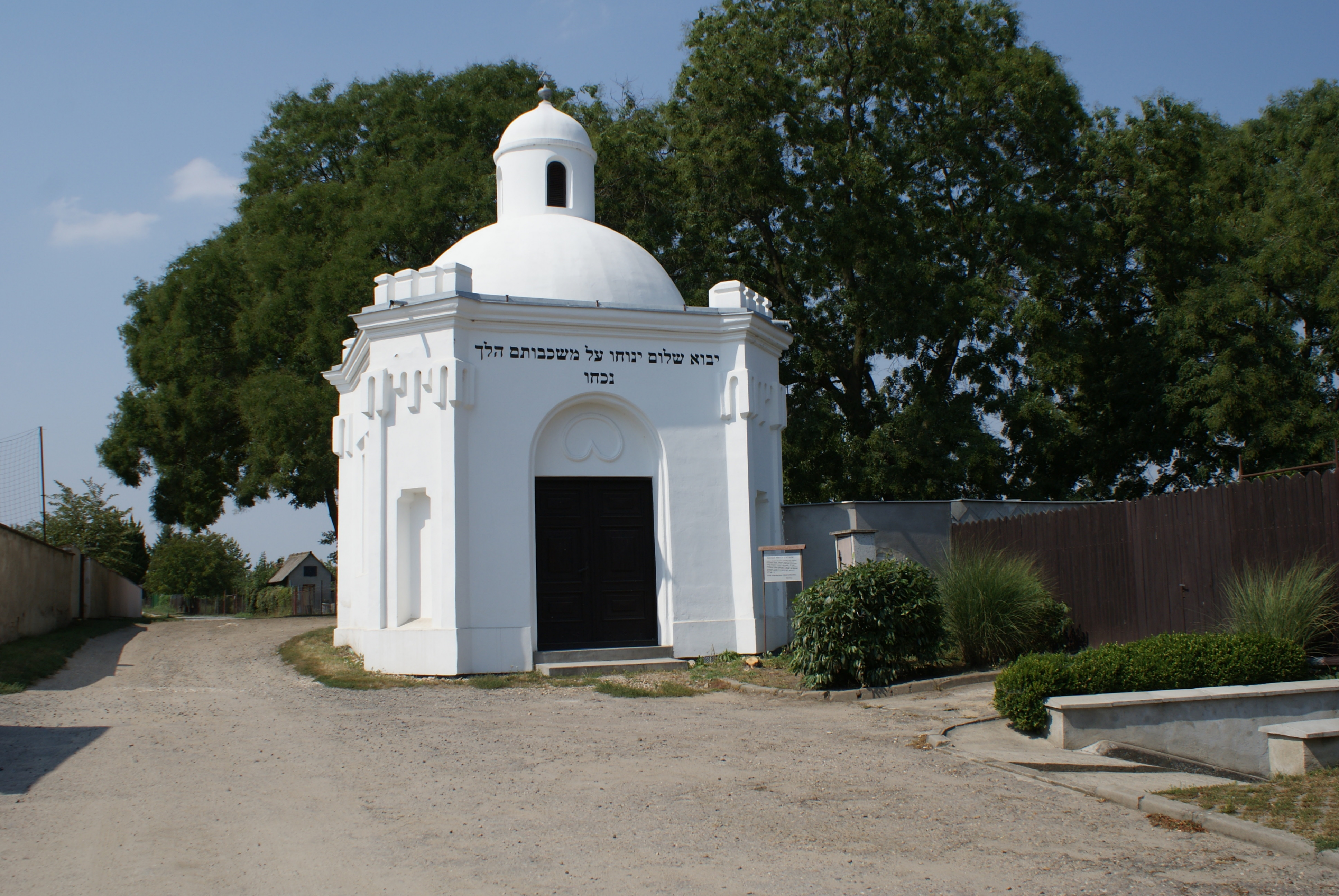
Жидівський цвинтар
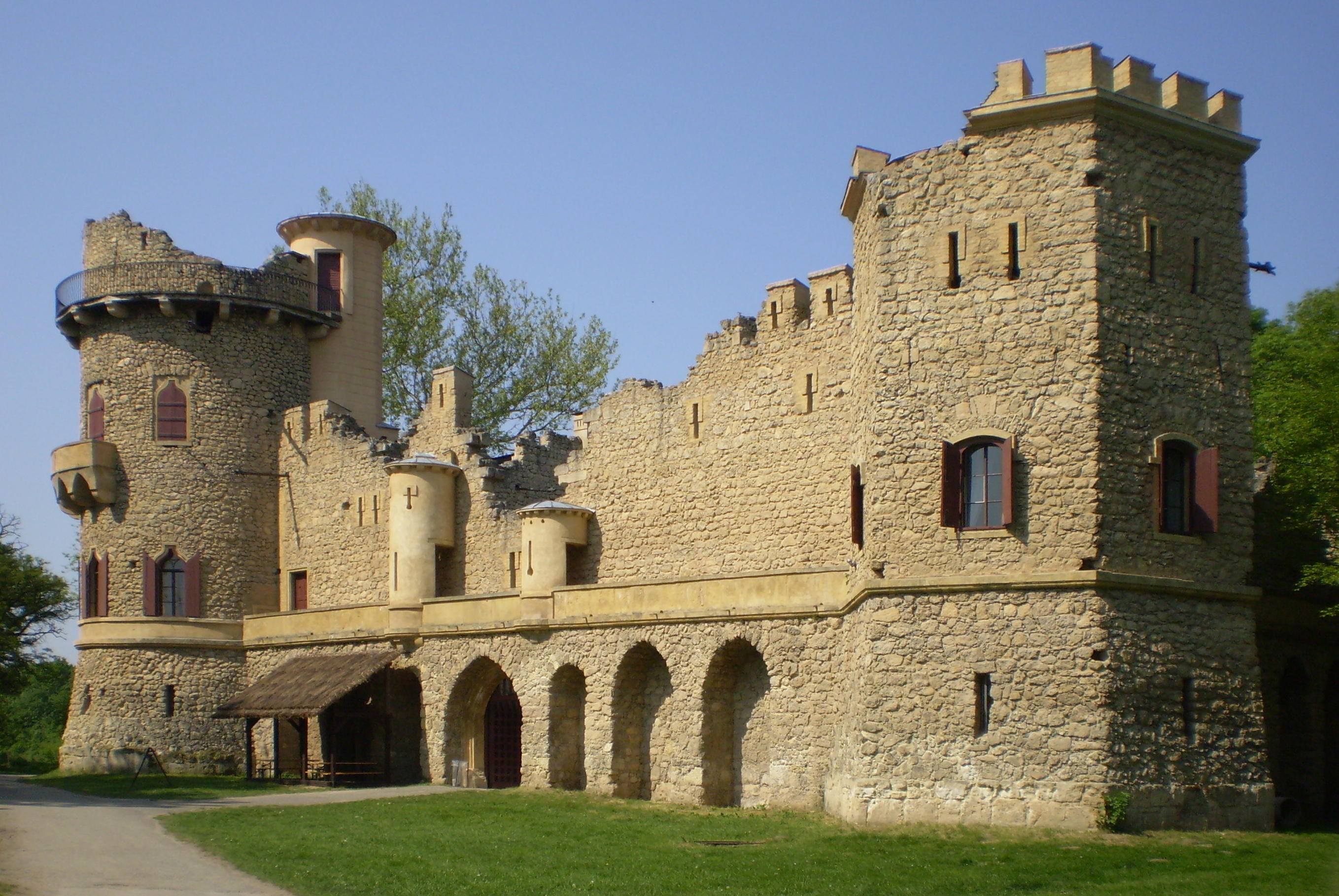
Янувград

### Монографії
- Bornemann, Felix. Kunst und Kunsthandwerk in Südmähren. 1990.
- Hosák, Ladislav. Historický místopis země Moravskoslezské. Praha: Academia, 2004, s. 255.
- Hosák, Šrámek: Místní jména na Moravě a ve Slezsku II, Praha 1980, s. 262, 430—434.
- Kaukal, Bruno. Die Wappen und Siegel der südmährischen Gemeinden. 1992.